# Schloss Rheydt

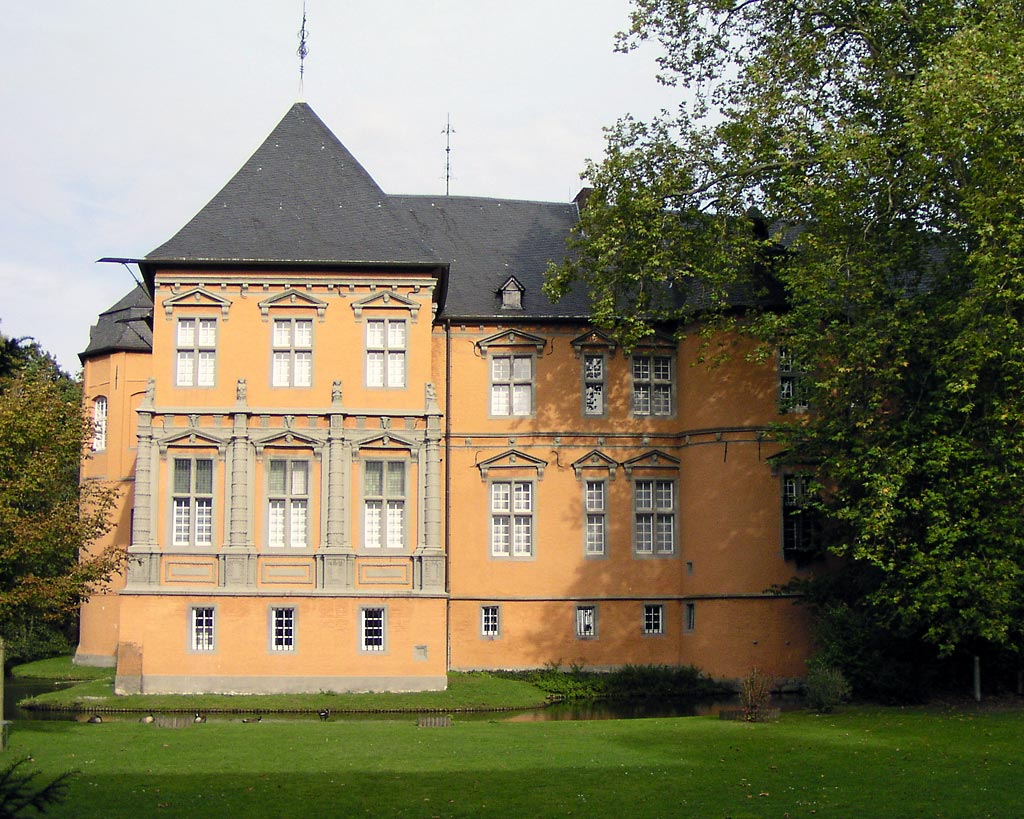
Schloss Rheydt (Südwestseite des Herrenhauses)

Das Schloss Rheydt ist eine Renaissance-Wasserschlossanlage am Niederrhein und ein bedeutendes Baudenkmal Mönchengladbachs im gleichnamigen Stadtteil. Otto von Bylandt ließ das Schloss zwischen 1558 und 1591 durch den Baumeister Maximilian von Pasqualini errichten. Das Schloss befindet sich im Besitz der Stadt Mönchengladbach und beherbergt ein Museum.

## Geschichte

### Ursprung
Grabungsfunde deuten auf einen hölzernen Ursprungsbau aus der Zeit vor der ersten Jahrtausendwende, wahrscheinlich eine Motte. Erstmals urkundlich erwähnt wird das Schloss im Jahr 1180, als der Kölner Erzbischof Philipp von Heinsberg die Lehnsrechte von den nicht näher bezeichneten Herren von Rheydt erwarb. Die Burg war vermutlich für den militärischen Schutz der Gladbacher Abtei vorgesehen.

### Renaissance

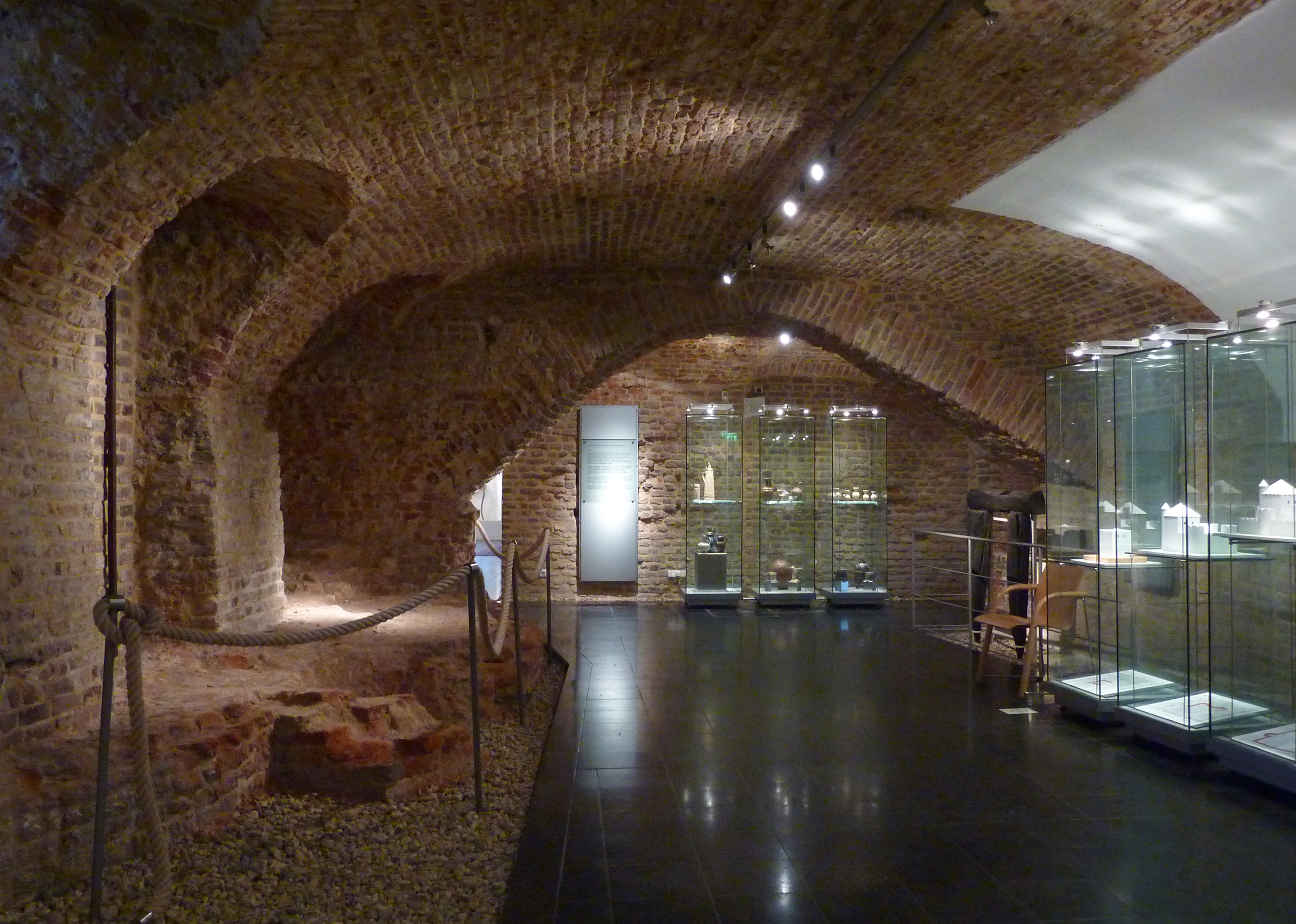
Kasematten

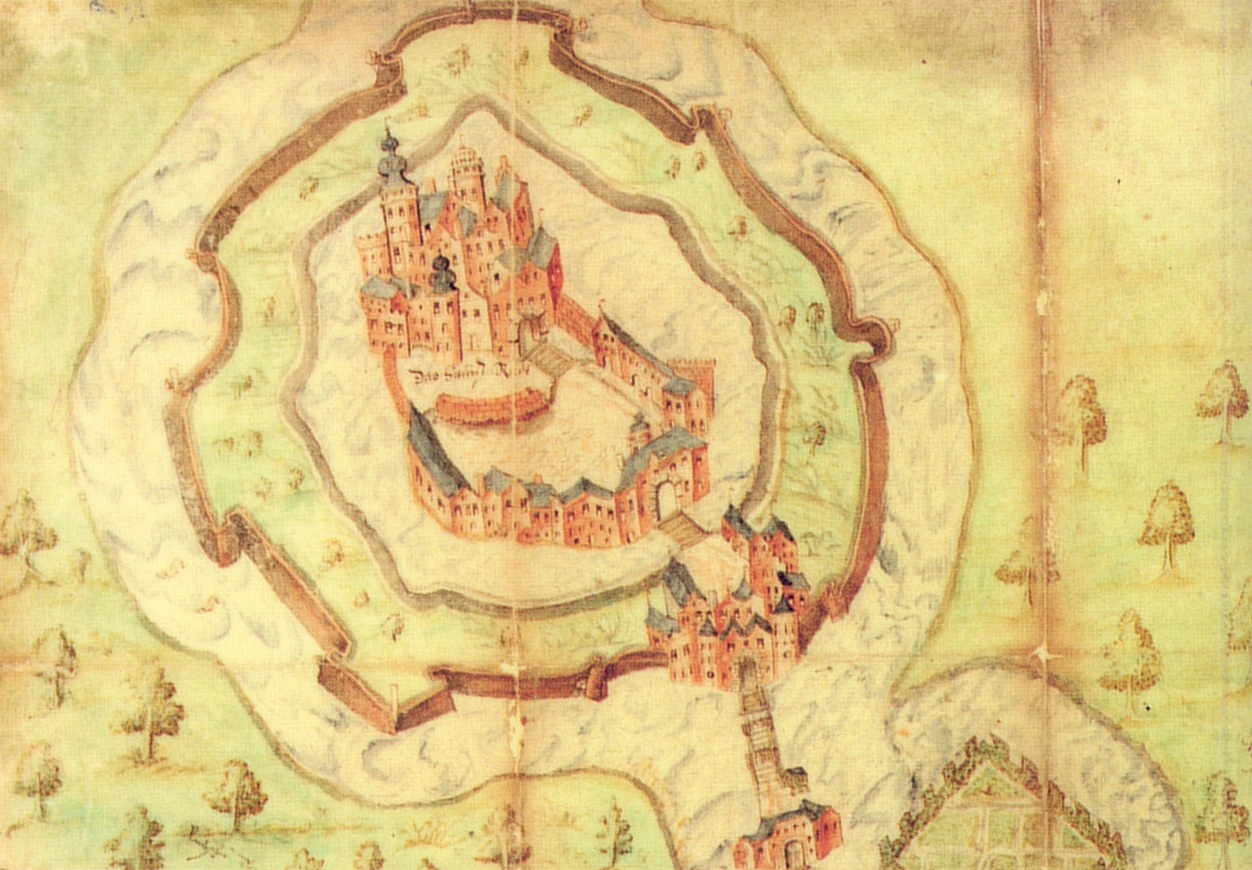
Schloss Rheydt um 1582 vom berühmten Kartographen Mercator

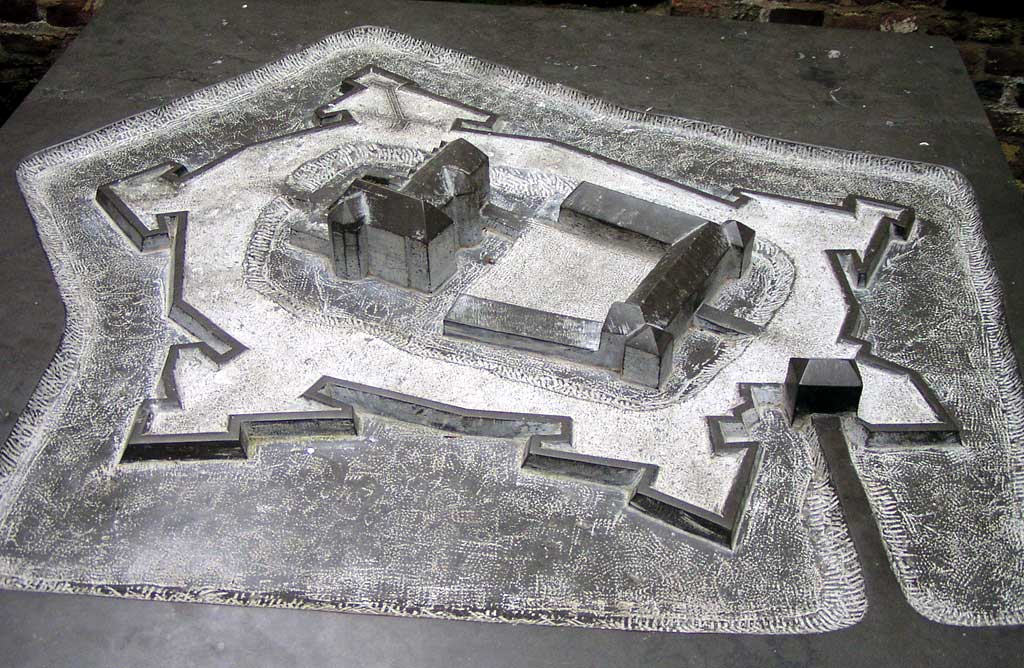
Modell von Schloss Rheydt mit dem Bauzustand um 1600

Das heutige Aussehen der dreiteiligen Anlage (Torburg, Vorburg, Haupthaus) geht im Wesentlichen auf Baumaßnahmen aus zwischen 1558 und 1570 zurück. Der damalige Schlossherr Otto von Bylandt hatte Maximilian Pasqualini (1534–1572), Sohn des italienischen Baumeisters Alessandro Pasqualini, damit betraut. Ähnlich der von seinem Vater entworfenen Zitadelle Jülich errichtete er eine Wallanlage mit Torburg, Bastionen und Kasematten, die von einem durch die Niers gespeisten äußeren Wassergraben umgeben war. Nach innen folgt ein zweiter, innerer Wassergraben, der Vorburg und Haupthaus umgab. Dieses Herrenhaus gestaltete Pasqualini als repräsentatives Wohngebäude im Stil der italienischen Renaissance mit niederländischen Einflüssen, wie sich noch heute am Figurenschmuck der Fassade und der Inneneinrichtung mit Kaminen, Fliesen, Wand- und Deckenmalereien zeigt. Zerstörungen und Umbauten hielten sich seither in Grenzen, so dass die Anlage gut erhalten ist.
1940 wurden im Auftrag von Joseph Goebbels nach den Plänen von Emil Fahrenkamp Umbauarbeiten zu einem Gästehaus durchgeführt.
1978 erhielt es vom European Museum Forum die Auszeichnung Europäisches Museum des Jahres. Eine Briefmarke und eine Postkarte mit Schloss Rheydt als Motiv erschien am 14. November 1979 für die Gebiete Deutsche Bundespost und Deutsche Bundespost Berlin, aus der Dauermarkenserie Burgen und Schlösser mit der Wertstufe 60 Pfennig. Schloss Rheydt ist das einzige vollständig erhaltene Renaissance-Schloss am Niederrhein.

## Heutige Nutzung

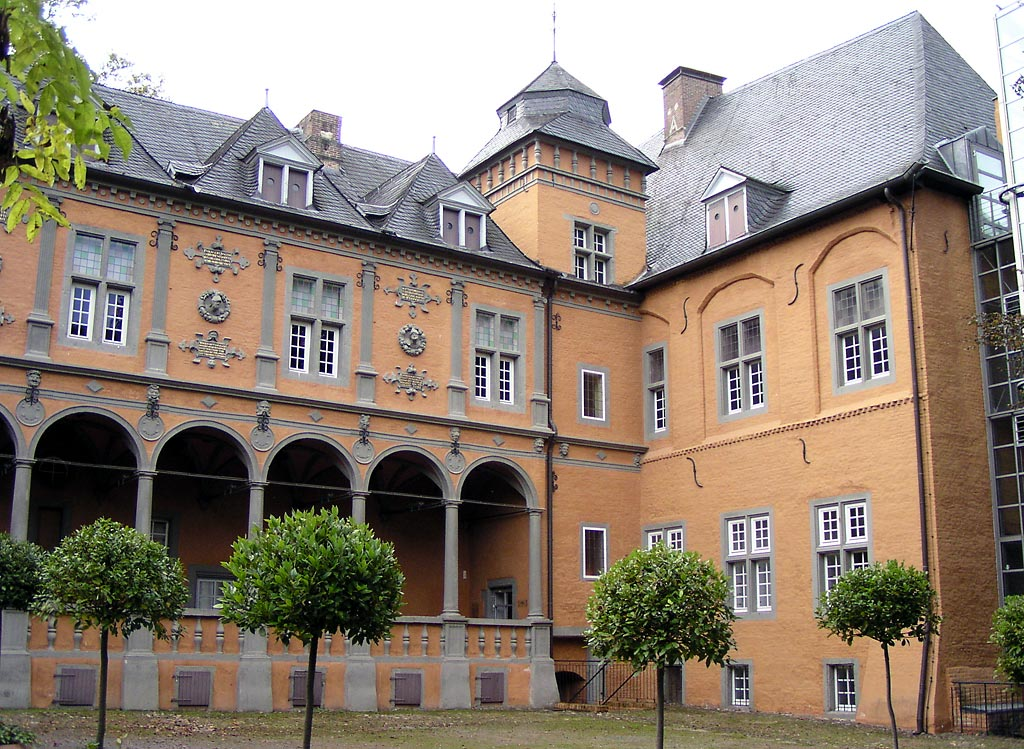
Herrenhaus mit Loggia

Nach einer umfangreichen Restaurierung von 1988 bis 1993, ermöglicht durch die Otto von Bylandt-Gesellschaft, ist Schloss Rheydt heute größtenteils für Besucher zugänglich, einschließlich der Wallanlage und Teilen der Kasematten.

### Museum

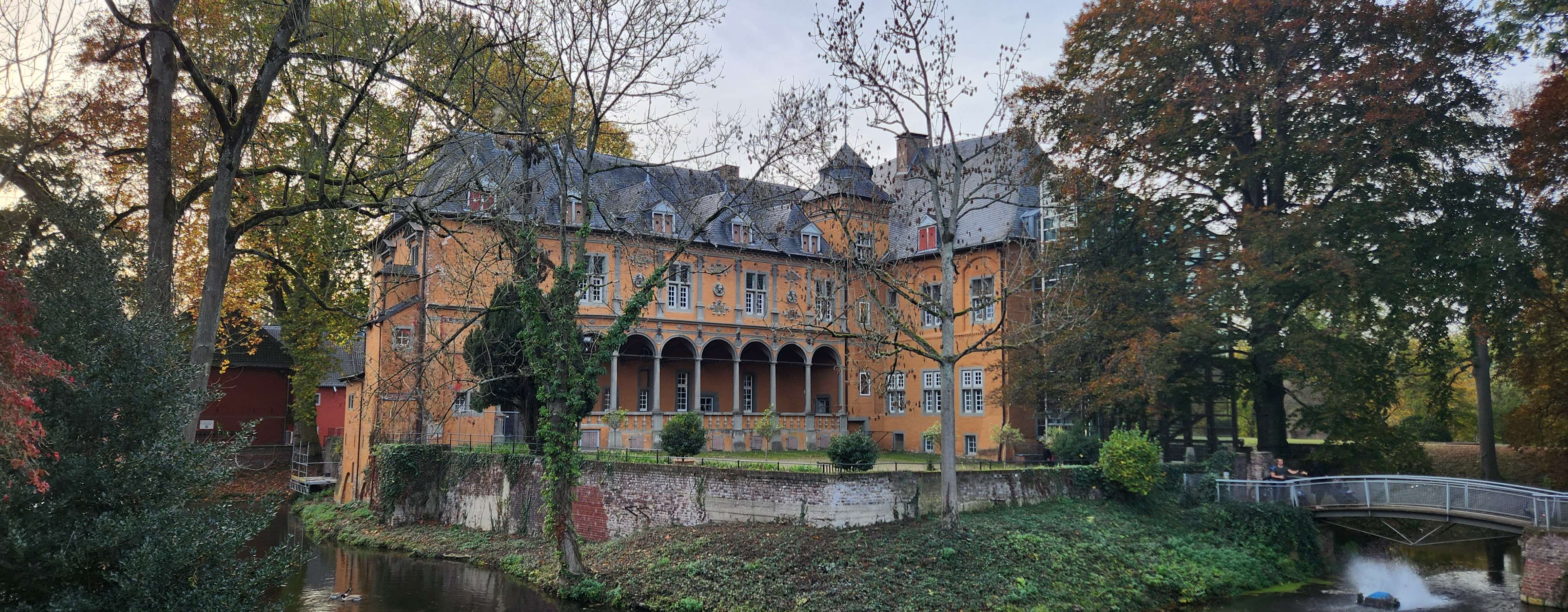
Ansicht mit Wassergraben

Die Stadt Rheydt kaufte das Schloss 1917. Es beherbergt seit 1922 das Städtische Museum Schloss Rheydt und zeigt seine umfangreiche Sammlung von Kunst- und Kulturgegenständen der Renaissance- und Barockzeit sowie zur Textilgeschichte Mönchengladbachs. Das 1773 von Johann Heinrich Fischer geschaffene Gemälde Otto Friedrich von Quadt mit seinem Baumeister Matthieu Soiron und Schloss Wickrath im Hintergrund gehört seit 2001 zum Bestand. 
In der Vorburg finden im mehrmonatigen Wechsel Ausstellungen mit thematischem Bezug zur lokalen Geschichte statt, zum Beispiel Hugo Junkers – Leben und Werk im Sommer 2004.

### Sommermusik
Der Innenhof des Schlosses wird für die Open-Air-Reihe Sommermusik Schloss Rheydt genutzt. Bei der mehrtägigen Konzertreihe traten in den letzten Jahren Künstler oder Gruppen wie BAP, UB40 oder Roger Cicero auf.

### Ritterspiele
Auf Schloss Rheydt finden jährlich Ritterspiele statt.  Neben Vorführungen findet ein mittelalterlicher Markt statt.

## Denkmalbeschreibung

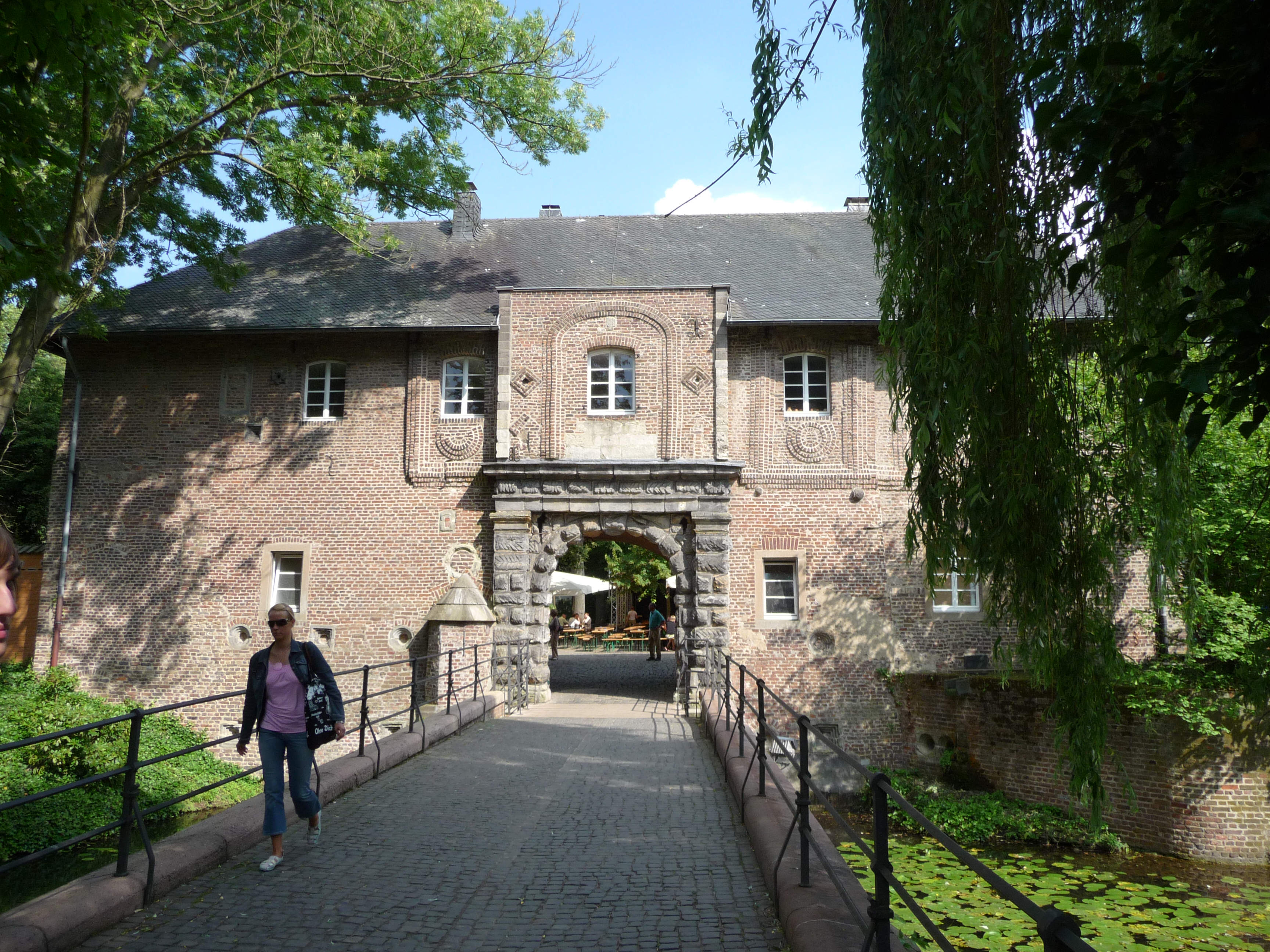
Torburg

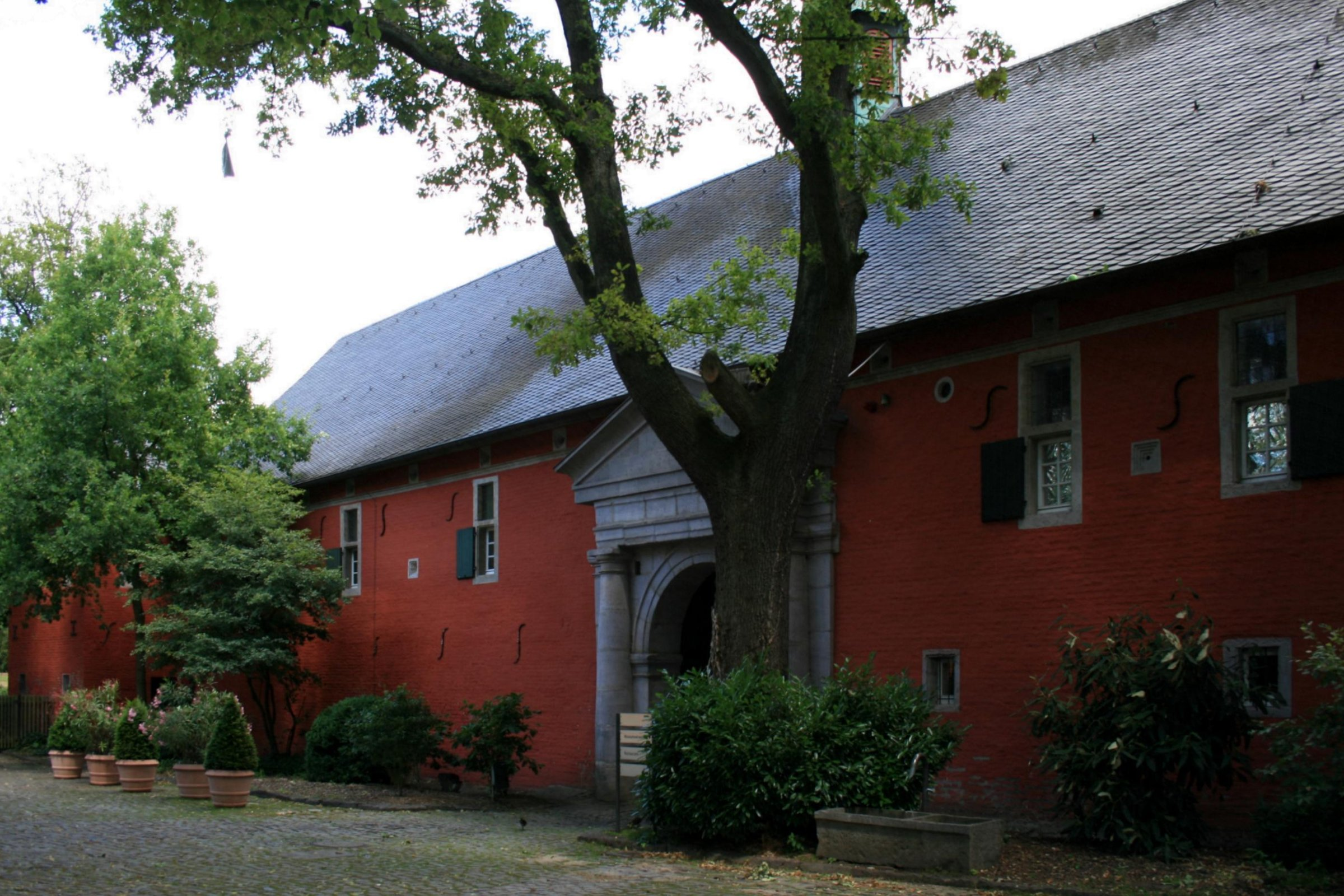
Vorburg

Ein zweigeschossiges, zweiflügeliges Backsteingebäude unter steilem Schieferdach. Erhalten sind der Südwest- und ein Teil des Nordwestflügels. Der Nordostflügel und die ursprünglich nur aus einer starken Mauer bestehende südöstliche Begrenzung fehlen.
Ein winkelförmig angelegter, zweigeschossiger Backsteinbau unter schiefer- (Außenseite) bzw. ziegelgedecktem (Innenseite) Dach. Der Hauptbau besitzt ein mittig gelegenes Durchfahrtsportal und wird durch zwei auf rechteckigem Grundriss errichteten Turmstümpfen flankiert.
Ein zweigeschossiges Backsteingebäude unter schiefergedecktem Walmdach mit mittelachsial gelegenem, werksteingerahmten, rundbogigem Hauptportal. Der Zugang erfolgt über eine in Backstein gemauerte, auf Quaderpfeilern gegründete Bogenbrücke. Der torseitige Bogen besitzt anstelle der nicht mehr vorhandenen Zugbrücke eine Stahlbetonkonstruktion.
Das Gebäude ist unter Nr. Sch 006 a-c am 24. September 1985 in die Denkmalliste der Stadt Mönchengladbach eingetragen.